# Eupithecia galenaria
Eupithecia galenaria là một loài bướm đêm trong họ Geometridae.